# Coppa Agostoni 1983
La Coppa Agostoni 1983, trentasettesima edizione della corsa, si svolse il 27 agosto 1983 su un percorso di 209 km. La vittoria fu appannaggio del belga Alfons De Wolf, che completò il percorso in 4h58'04", precedendo gli italiani Roberto Ceruti e Claudio Savini.

## Ordine d'arrivo (Top 10)
| Pos. | Corridore                | Squadra                  | Tempo    |
| ---- | ------------------------ | ------------------------ | -------- |
| 1    | Alfons De Wolf           | Bianchi-Piaggio          | 4h58'04" |
| 2    | Roberto Ceruti           | Del Tongo-Colnago        | s.t.     |
| 3    | Claudio Savini           | Dromedario-Alan-Sidermec | s.t.     |
| 4    | Marino Lejarreta         | Alfa Lum-Olmo            | s.t.     |
| 5    | Beat Breu                | Cilo-Aufina              | s.t.     |
| 6    | Gianbattista Baronchelli | Sammontana-Campagnolo    | s.t.     |
| 7    | Marco Franceschini       | Metauro Mobili-Pinarello | s.t.     |
| 8    | Claudio Corti            | Sammontana-Campagnolo    | s.t.     |
| 9    | Alessandro Paganessi     | Bianchi-Piaggio          | s.t.     |
| 10   | Gianni Zola              | Sammontana-Campagnolo    | s.t.     |